# Comptosia walkeri
Comptosia walkeri är en tvåvingeart som beskrevs av Edwards 1934. Comptosia walkeri ingår i släktet Comptosia och familjen svävflugor. Inga underarter finns listade i Catalogue of Life.